# Самотній Джордж
Самотній Джордж (ісп. El Solitario Jorge/George; нар. бл. 1910 — 24 червня 2012) — самець галапагоської черепахи, останній представник підвиду Абінгдонської слонової черепахи. Його називали символом Галапагоського національного парку, найрідкіснішою істотою та найзнаменитішим холостяком у світі.

## Історія виявлення

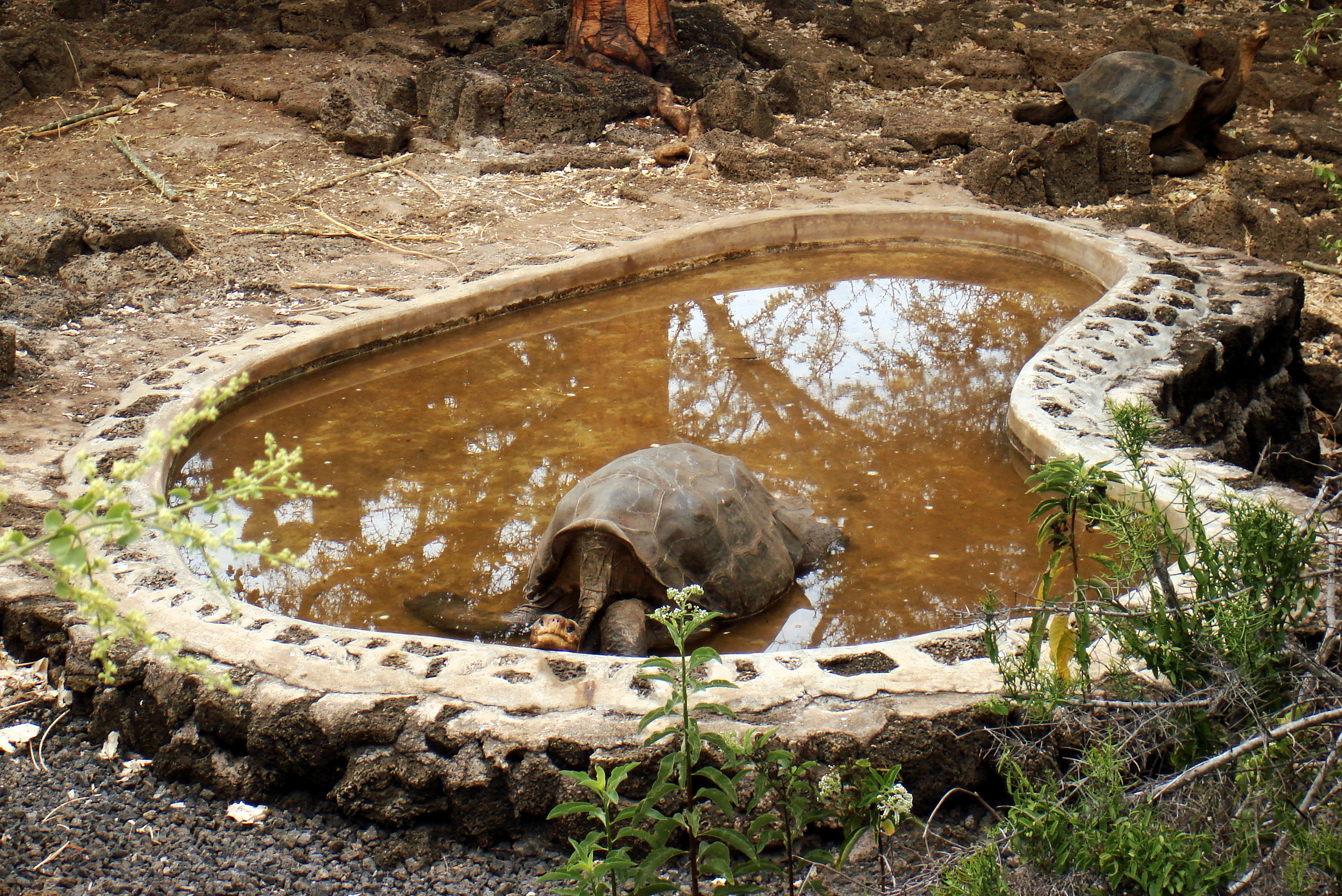
Самотній Джордж у травні 2007 року

Уперше Самотнього Джорджа виявив на острові Пінта 1 грудня 1972 року угорський дослідник Йожеф Вагвельді (угор. Vágvölgyi József). Рослинність на острові було винищено інтродукованим здичавілими козами і популяція підвиду C. n. abingdonii була представлена однією особиною. Свою назву Самотній Джордж отримав від імені персонажу американського актора Джорджа Гобеля (англ. George Gobel).
Для догляду та з міркувань безпеки черепаху було переміщено до дослідницької станції Чарльза Дарвіна на острів Санта-Крус. Підвид було оголошено функціонально вимерлим, оскільки Джордж утримувався у неволі.
Більшість джерел стверджують, що Самотньому Джорджеві було понад 100 років, однак, є й інші думки. Так, Девід Аттенборо вважав, що йому виповнилося не більше 80 років. Проте для галапагоської черепахи навіть сотня років не може вважатися літнім віком.

## Спроби отримати потомство

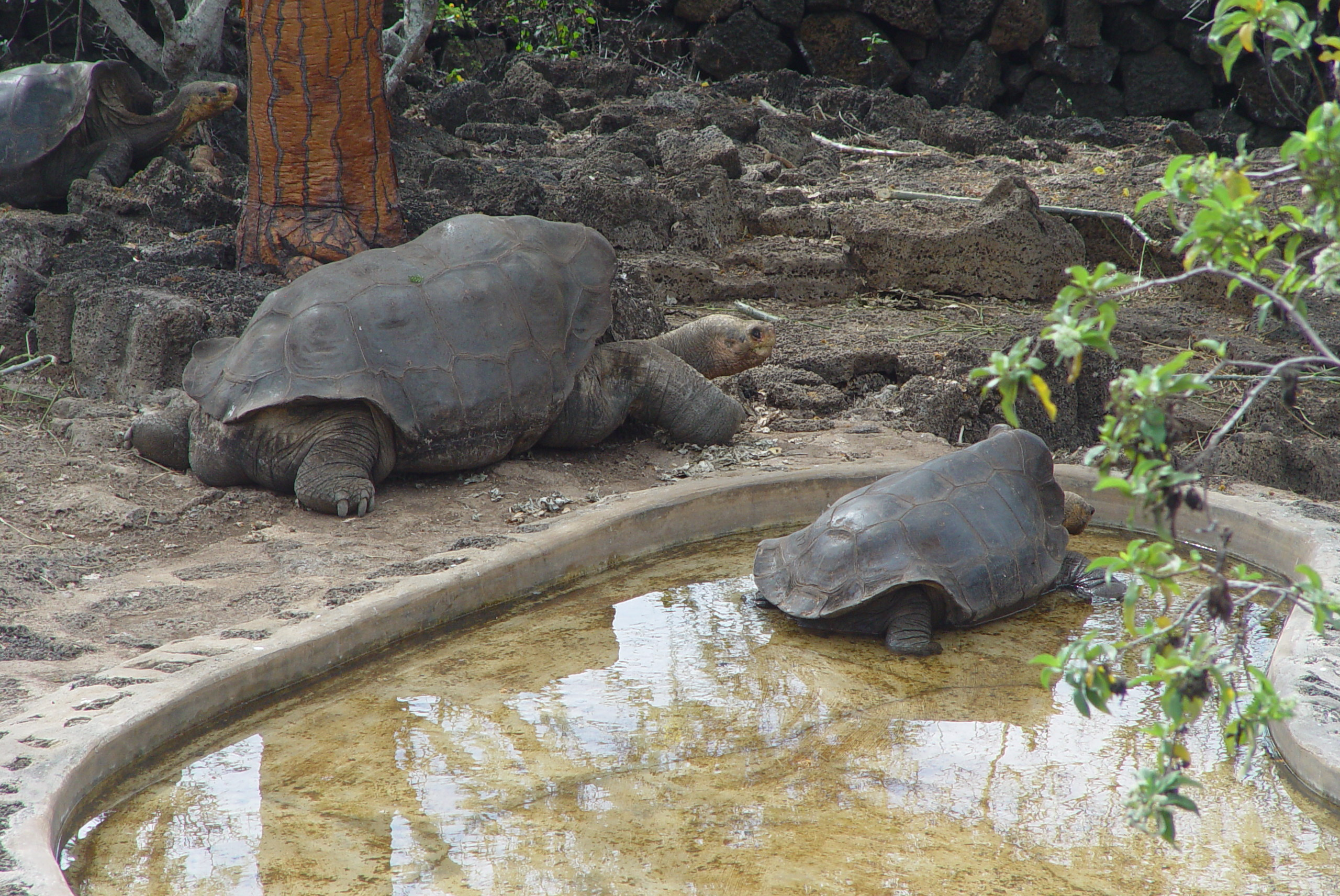
Самотній Джордж у грудні 2005 року

Десятиліття спроб отримати потомство Самотнього Джорджа не дали результатів, адже не було самиць його власного підвиду. Дослідники станції Чарльза Дарвіна навіть пропонували винагороду в розмірі 10 000 доларів США за пару для нього.
До січня 2011 року Самотнього Джорджа утримували в загоні разом із двома самицями підвиду Chelonoidis nigra becki (із регіону вулкана Вольф острова Ісабела). Вчені сподівалися, що його генотип вдасться зберегти в потомстві. На той час вважалося, що саме цей підвид є найбільш генетично близьким до підвиду Джорджа, хоча будь-які потенційні нащадки були б інтерградаційними гібридами.
У липні 2008 року, Джордж спарувався з однією із самиць. Було відкладено 13 яєць, які помістили в інкубатор. 11 листопада 2008 дослідники станції повідомили, що 80% яєць нежиттєздатні. До грудня 2008 року з решти яєць нічого не вилупилося і рентген показав, що вони не є життєздатні.
23 липня 2009 року в Галапагоському національному парку оголосили, що одна із самиць Джорджа зробила кладку із п'яти яєць. Адміністрація парку висловила сподівання, що ця кладка, яка на їхню думку була в ідеальному стані, принесе результати. Яйця було переміщено до інкубатора, але 16 грудня було оголошено, що інкубаційний період (120 днів) завершився, отже яйця були нежиттєздатні. Такий же був результат і третьої кладки іншої самиці з шести яєць.
У листопаді 1999 року було повідомлено, що Самотній Джордж був «дуже близький генетично до черепах» із островів Еспаньйола (C. n. hoodensis) та Сан-Кристобаль (C. n. chathamensis). 20 січня 2011 року двох самиць підвиду C. n. hoodensis було імпортовано до дослідницької станції, де жив Джордж.

## Смерть
24 червня 2012 року, о 8:00 ранку (за місцевим часом) Самотній Джордж помер, про що повідомив директор Галапагоського національного парку Едвін Наула (англ. Edwin Naula). Це виявив Фаусто Льєрена Санчес (англ. Fausto Llerena), який останні 40 років доглядав за черепахою. Наука вважає, що причиною смерті стала серцева недостатність. Некроскопія підтвердила, що він помер від «старості». Тіло Самотнього Джорджа заморозили і відправили кораблем до Американського музею природознавства у місті Нью-Йорк, щоб із ним попрацювали таксидермісти. Завдання зі збереження Джорджа виконав таксидерміст музею Джордж Данте.
Очікувалося, що після короткого показу в музеї, Самотній Джордж повернеться на архіпелаг і його будуть демонструвати на дослідницькій станції на острові Санта-Крус. Однак, уряд Еквадору хотів, щоб черепаха експонувалася у столиці Кіто.
З його смертю підвид Абінгдонська слонова черепаха перейшов у статус вимерлого.

## Ушанування пам'яті
- У серії «Футурами», яка називається «Naturama» зображеного Самотнього Губерта, персонаж було створено на честь Джорджа.
- У серіалі «Дика сімейка Тонберів» («Двоє — компанія» (англ. Two's Company)) є персонаж, який називається Самотній Джейк; це теж гігантська черепаха, і вважається останнім представником свого виду. Еліза знаходить для нього самицю, яка називається Саманта (її озвучила Філліс Діллер).
- У рольовій грі Golden Sun: The Lost Age є самотня морська черепаха, яку можна знайти у Морі Часу Іслет (англ. the Sea Of Time Islet), яка називається Самотній Ґорґ (англ. Lonesome Gorge).
- У World of Warcraft є черепаха-привид (NPC), яка називається Лон'лі Ґуджу (англ. Lon'li Guju, Lonely Guju)). Черепаха ширяє на берегах Кунь-Лай у World of Warcraft: Mists of Pandaria. Цей персонаж є меморіалом Самотньому Джорджеві.
- Каїрн життя, присвячений Самотньому Джорджеві, було відкрито у Галапагоському національному парку 26 липня 2012 року[33][34].